# Fernando Holiday
Fernando Silva Bispo, được biết đến là Fernando Holiday (22 tháng 9 năm 1996) là một chính khách người Brazil liên kết với Patriota (PATRI) và ủy viên hội đồng thành phố São Paulo. Ông đã được bầu với 48.055 phiếu trong cuộc bầu cử năm 2016, và trở thành ủy viên hội đồng đồng tính công khai đầu tiên.
Ông là điều phối viên quốc gia của Phong trào Brazil Tự do (MBL) và là sinh viên luật. Holiday được biết đến khi triệu tập các cuộc biểu tình chống lại chính phủ Dilma Rousseff.

## Đời tư
Holiday là một người Công giáo La Mã chuyển đổi từ Tin Lành Truyền giáo và do đức tin tôn giáo của mình, ông kiêng chính mình khỏi các mối quan hệ, bởi vì ông là người đồng tính. Holiday là chống lại thực hành phá thai và đề xuất một luật để hạn chế nó.

### Giết người
Vào ngày 26 tháng 12 năm 2018, có một phiên họp tại Tòa thị chính São Paulo mà đỉnh điểm là sự chấp thuận cải cách an sinh xã hội trong thành phố, được đánh dấu bởi các cuộc biểu tình phản đối cải cách và Holiday là báo cáo viên của dự án này. Ngay sau khi được chấp thuận, Holiday tuyên bố rằng ông đã phải chịu một vụ giết người khi đang ở trong văn phòng của ủy viên. Vào ngày này, Holiday đã đăng một bức ảnh lên tài khoản Twitter của mình, cho thấy một lỗ hổng được cho là do một vụ xả súng. Cảnh sát dân sự đã điều tra vụ án.